# Mateusz (biskup krakowski)
Mateusz, znany pod przydomkiem lub herbem Cholewa (zm. 18 października 1166 w Krakowie) – biskup krakowski.

## Życiorys
Był scholastykiem stopnickim. W 1143 roku nominowany biskupem przez księcia Władysława Wygnańca. W 1144, za poparciem Bolesława Kędzierzawego, został biskupem krakowskim – sakrę biskupią przyjął w Rzymie. Kiedy w 1146 książę Władysław Wygnaniec został wygnany do Niemiec, biskupowi udało się ułożyć poprawne stosunki z młodszymi braćmi księcia, którzy objęli władzę w dzielnicy senioralnej w Krakowie. Pozostawał w bliskich stosunkach z palatynem Piotrem Włastem. W czasie rządów biskupa do Krakowa w 1162 roku zostały na Zwierzyniec sprowadzone norbertanki, a rok później w Miechowie założono klasztor bożogrobców. Biskup w 1148 roku konsekrował zachowany do dziś Kościół św. Augustyna i św. Jana Chrzciciela w Krakowie.

## Dziedzictwo literackie
Biskup Mateusz posiadał gruntowne wykształcenie. Znał dobrze historię oraz literaturę łacińską - klasyczną i średniowieczną. 
Około roku 1147 zredagował wraz z Piotrem Włastem (Duninem) list do Bernarda z Clairvaux, w którym zaprasza go do odwiedzenia Polski. W tzw. Liście do św. Bernarda z Clairvaux o nawracanie Rusi, napisanego w latach 1143–1153 (bardziej dokładne datowanie jest sporne), Mateusz przedstawia Bernardowi ideę wielkiej misji religijnej oraz cywilizacyjnej, której Polska powinna się podjąć względem Rusi.
Kronika Wincentego Kadłubka przedstawia biskupa Mateusza jako głównego informatora na temat wczesnych dziejów Polski. W pierwszych trzech księgach występuje on jako główny uczestnik dialogu, w którym opowiada i komentuje historię polską od czasów najdawniejszych. W dawniejszych wydaniach Kroniki Kadłubka Mateusz był nawet uważany za autora trzech pierwszych ksiąg (błędnie określanych jako Kronika Mateusza Cholewy). 
Uważa się, że biskup Mateusz był nauczycielem Wincentego Kadłubka w krakowskiej szkole katedralnej, więc mógł mieć wpływ na jego poglądy historyczne i literackie.